# Меткув
Меткув (пол. Mietków, нім. Mettkau) — село в Польщі, у гміні Меткув Вроцлавського повіту Нижньосілезького воєводства.
Населення — 410 осіб (2011).
У 1975-1998 роках село належало до Вроцлавського воєводства.

## Демографія
Демографічна структура станом на 31 березня 2011 року:
|          | Загалом | Допрацездатний вік | Працездатний вік | Постпрацездатний вік |
| -------- | ------- | ------------------ | ---------------- | -------------------- |
| Чоловіки | 205     | 49                 | 145              | 11                   |
| Жінки    | 205     | 33                 | 126              | 46                   |
| Разом    | 410     | 82                 | 271              | 57                   |